# Łowicz (powiat radomszczański)
Łowicz – wieś w Polsce, położona w województwie łódzkim, w powiecie radomszczańskim, w gminie Kobiele Wielkie.
| SIMC    | Nazwa    | Rodzaj    |
| ------- | -------- | --------- |
| 1040645 | Orzechów | część wsi |

W latach 1975–1998 wieś należała administracyjnie do województwa piotrkowskiego.